# Rivarolo del Re ed Uniti
Rivarolo del Re ed Uniti (lombardul: Rivaról vagy Rivaröl) település Olaszországban, Lombardia régióban, Cremona megyében. Lakosainak száma 1816 fő (2023. január 1.). Rivarolo del Re ed Uniti Casalmaggiore, Rivarolo Mantovano, Sabbioneta, Spineda és Casteldidone községekkel határos.

## Népesség
A település lakossága az elmúlt években az alábbi módon változott:
| Lakosok száma | 2026 | 1967 | 1956 | 1816 |
|               | 2013 | 2017 | 2018 | 2023 |